# Chris O'Loughlin
Chris O'Loughlin (Belfast, 6 augustus 1978) is een Noord-Iers voetbaltrainer. Sinds 2019 is hij sportief directeur bij Union Sint-Gillis.

## Carrière

### Wereldreis
O'Loughlin, die voornamelijk opgroeide in Zuid-Afrika, begon zijn trainerscarrière in 2007 als assistent bij de Orlando Pirates. In 2008 ging hij aan de slag als jeugdtrainer bij Supersport United FC. Hij ging het eerst aan de slag als hoofdtrainer is 2009 bij het Congolese AS Vita Club. Hij bracht hen tot onder andere tot in de kwartfinale van de CAF Cup. Hij werd aan het einde van het seizoen ontslagen. O'Loughlin ging terug bij de Congolese club aan de slag in 2011. Hij kon zich met de club kwalificeren voor de CAF Cup. In 2012 ging hij aan de slag in Australië als assistent van Jim Magilton bij Melbourne Victory. Na een jaar vertrok hij al uit Australië om aan de slag te gaan als assistent van Yannick Ferrera bij het Belgische Sint-Truidense VV. Ferrera en O'Loughlin leerden elkaar kennen via LinkedIn.

### STVV
Ferrera en O'Loughlin werden in het seizoen 2014/15 kampioen in Tweede klasse, waardoor STVV na drie seizoenen weer naar de Jupiler Pro League mocht. STVV begon swingend aan de competitie: het versloeg op de openingsspeeldag Club Brugge en op speeldag vijf KRC Genk. STVV leek, mede dankzij een zeer sterke Edmilson Junior, uit te groeien tot dé seizoensrevelatie. Op 7 september 2015 vertrok hoofdtrainer Yannick Ferrera echter naar Standard de Liège, dat onder Slavoljub Muslin zwalpend aan de competitie was begonnen. De volgende dag maakte STVV bekend dat O'Loughlin zijn leermeester zou opvolgen als hoofdtrainer. Als rechterhand kreeg hij Benedict McCarthy, die eerder dat jaar al met de aanvallers van STVV gewerkt zou hebben.
O'Loughlin had het moeilijk om het werk van Ferrera verder te zetten. De club, die bij het vertrek van Ferrera nog vijfde stond in het klassement, wist zich onder de tandem O'Loughlin-McCarthy uiteindelijk pas ternauwernood te redden. STVV eindigde weliswaar dertiende, maar telde na dertig speeldagen slechts één punt meer dan rode lantaarn Oud-Heverlee Leuven. Ook in Play-off 2 kon O'Loughlin het nochtans zo mooi begonnen seizoen niet te redden: de Kanaries eindigden laatste in hun poule met slechts 3 op 18. Op 4 april 2016 werd bekendgemaakt dat de samenwerking op einde van het seizoen 2015/16 werd stopgezet.

### Weer assistent
O'Loughlin bleef na zijn vertrek als hoofdtrainer in Sint-Truiden wonen en kon aan de slag blijven in het netwerk van Roland Duchâtelet, vooral met scoutingsopdrachten. Hij trad in 2016 ook toe tot de technische staff van Charlton Athletic, een van de clubs uit het netwerk van Duchâtelet. Op 20 juni 2017 keerde O'Loughlin terug naar STVV, als assistent van de nieuwe trainer Bartolomé Márquez López. De Spanjaard werd al snel vervangen door Jonas De Roeck. Toen diens opvolger Marc Brys in 2018 zijn vaste rechterhand Issame Charaï meenam naar Stayen, moest O'Loughlin een tweede keer vertrekken bij STVV. O'Loughlin vond onderdak bij KV Kortrijk, waar hij de assistent werd van Glen De Boeck en later Yves Vanderhaeghe.
Op 24 mei 2019 stelde Union Sint-Gillis hem voor als hun nieuwe sportieve directeur.
1 Chambaere ·
4 Rasmussen ·
5 Mac Allister ·
6 Van De Perre ·
7 Kabangu ·
8 Lazare ·
9 Ivanović ·
10 El Hadj ·
11 Teklab ·
12 David ·
13 Rodríguez ·
14 Imbrechts ·
15 Traoré ·
16 Burgess ·
19 François ·
21 Castro-Montes ·
23 Boufal ·
24 Vanhoutte ·
25 Khalaili ·
26 Sykes ·
27 Sadiki ·
28 Machida ·
48 Leysen ·
49 Moris  ·
77 Fuseini ·
85 Dony ·
Coach: Pocognoli
· Assistent-coach: Meert
· Assistent-coach: Kopyt
· Keeperstrainer: Hermans